# 1870
Il 1870 (MDCCCLXX in numeri romani) è un anno  del XIX secolo.

## Eventi
- Inizia la Seconda rivoluzione industriale.
- Heinrich Schliemann inizia gli scavi a Hissarlik (nel nord dell'Anatolia). Non molto più tardi individua il luogo dove presumeva fosse sorta la città di Troia dei poemi omerici (che, in realtà, si rivelò assai più tarda nei successivi scavi di Blegen, tra il 1932 e il 1939).
- 2 gennaio – A New York si inizia la costruzione del ponte di Brooklyn.
- 3 febbraio – Il Congresso degli Stati Uniti ratifica il XV Emendamento alla Costituzione, concedendo il diritto di voto a tutti i cittadini, indipendentemente dalla razza (rafforzando in questo modo il XIV Emendamento, che proclamava la statuizione dei diritti civili anche per gli ex-schiavi).
- 19 luglio – Inizia la Guerra franco-prussiana: Il fattore scatenante fu il contrasto tra le due potenze in merito alla successione al trono di Spagna.
- 4 agosto – Guerra franco-prussiana: La Battaglia di Wissembourg, primo episodio della guerra, vede la vittoria della coalizione tedesca sulle forze francesi.
- 6 agosto – Guerra franco-prussiana: Si svolgono contemporaneamente la Battaglia di Spicheren e la Battaglia di Wœrth; in entrambi gli scontri è l'esercito della coalizione tedesca ad avere la meglio sulle truppe francesi.
- 7 agosto – A Parigi le autorità proclamano lo stato d'assedio e mobilitano la Guardia Nazionale.
- 9 agosto – In Francia s'insedia l'ultimo governo del Secondo Impero.
- 10 agosto – Giuseppe Mazzini s'imbarca per Palermo sotto falso nome. Verrà arrestato il 14 mentre si accinge a scendere dal piroscafo, e subito imbarcato su una nave in partenza per Gaeta.
- 16 agosto – Guerra franco-prussiana: Nella battaglia di Mars-la-Tour i francesi sconfiggono i prussiani.
- 18 agosto – Guerra franco-prussiana: Nella Battaglia di Gravelotte le forze francesi vengono sconfitte e sono costrette a ripiegare su Metz.
- 18 agosto – Le forze italiane al comando di Raffaele Cadorna si concentrano ai confini dello Stato Pontificio. A Roma, Castel Sant'Angelo e l'Aventino ricevono provviste in previsione di un lungo assedio.
- 19 agosto – Civitavecchia: Le ultime truppe francesi lasciano, via mare, il territorio pontificio.
- 25 agosto – Guerra franco-prussiana: I prussiani sono ormai prossimi alla capitale francese. La principessa Maria Clotilde, moglie del principe Napoleone Gerolamo, rifiuta di abbandonare la città.
- 27 agosto – A Milano, al Castello Sforzesco, viene passato per le armi il caporale Barsanti, uno degli insorti mazziniani arrestato a marzo.
- 30 agosto – Guerra franco-prussiana: Nella Battaglia di Beaumont le forze francesi vengono sconfitte e sono costrette a ritirarsi oltre la Mosa.
- 1º settembre – Guerra franco-prussiana: Definitiva sconfitta francese alla battaglia di Sedan. Napoleone III si arrende a Guglielmo I di Germania.
- 3 settembre – Guerra franco-prussiana: Inizia l'assedio di Metz da parte delle forze prussiane.
- 4 settembre – Napoleone III perde il trono perché Parigi, insorta, proclama la Terza Repubblica francese. Si insedia il governo provvisorio del generale Trochu.
- 5 settembre – Victor Hugo rientra dall'esilio e viene accolto entusiasticamente dai parigini.
- 11 settembre – I bersaglieri di Raffaele Cadorna cominciano la marcia verso Roma.
- 13 settembre – A Caprera, in un colloquio con Stefano Canzio, Giuseppe Garibaldi si lamenta del trattamento che gli riserva il Governo italiano (che oltre alla "prigionia" sull'isola gli ha inibito la libera corrispondenza col governo Trochu) e definisce il Ministero Lanza "robaccia".
- 20 settembre – Presa di Roma: L'esercito italiano entra a Roma attraverso la Breccia di Porta Pia (23 morti pontifici, 38 fra i bersaglieri). È la fine del millenario Stato della Chiesa.
- 27 settembre – Gli zuavi pontifici giunti in Francia per combattere i prussiani costituiscono il corpo combattentistico "Legione volontari dell'Ovest".
- 2 ottobre – Plebiscito a Roma e nel Lazio per "l'unione al Regno d'Italia sotto il governo monarchico e costituzionale del re Vittorio Emanuele e suoi successori": i sì raggiungono il 98 per cento, soltanto 46 i voti contrari.
- 6 ottobre – Giuseppe Garibaldi lascia Caprera per mettersi a disposizione dei francesi nella loro guerra contro i Prussiani. Sbarcherà festeggiatissimo a Marsiglia il 7.
- 9 ottobre – Il Re d'Italia Vittorio Emanuele II riceve la delegazione romana, guidata da Michelangelo Caetani, incaricata di presentare ufficialmente i risultati del plebiscito.
- 11 ottobre – Roma ed il Lazio vengono annessi al Regno d'Italia. Le città italiane festeggiano l'annessione di Roma con cortei, musiche e bandiere.
- 13 ottobre – Viene soppressa la dogana pontificia.
- 14 ottobre – Giuseppe Mazzini, scarcerato, è libero per effetto dell'amnistia regia indetta per festeggiare i risultati del plebiscito romano.
- 20 ottobre – Viene resa pubblica dalle autorità pontificie la notizia della sospensione del Concilio Vaticano I, in quanto si sarebbe dovuto svolgere "sotto dominio e potestà nemica".
- 23 ottobre – Guerra franco-prussiana: L'assedio di Metz si conclude con la resa completa delle ingenti forze francesi al comando del maresciallo di Francia François Achille Bazaine.
- 27 ottobre – Guerra franco-prussiana: A Metz l'esercito regolare francese firma la propria capitolazione.
- 1º novembre – In un'enciclica, papa Pio IX si dichiara ufficialmente "prigioniero" dello Stato italiano.
- 2 novembre – Le autorità del Comune di Roma chiedono la soppressione del Collegio Romano, sede storica dell'Ordine gesuita. Dimostrazioni di piazza contro i Gesuiti si svolgeranno in città il 6.
- 8 novembre – Italia: Il Governo Lanza prende ufficialmente possesso del Quirinale.
- 9 novembre – A Bologna muore Dante Carducci, figlio del poeta Giosuè Carducci, al quale il padre dedicherà il componimento "Pianto Antico".
- 16 novembre – Spagna: Le Cortes eleggono re di Spagna il Duca d'Aosta Amedeo. L'ex regina Isabella II protesterà formalmente contro tale nomina l'8 dicembre.
- 20 novembre – Elezioni politiche del Regno d'Italia. In quasi tutti i collegi si dovrà ricorrere al ballottaggio, il 26.
- 27 novembre – Le leggi del Regno d'Italia sono estese per decreto ai territori ex-pontifici del Lazio.
- 4 dicembre – Il Duca d'Aosta Amedeo accetta la corona del Regno di Spagna. Parte per Madrid il 22.
- 12 dicembre – I giornali riportano che in una quinta ginnasio del bergamasco è stato dato per tema il seguente svolgimento: "Esporre in un sonetto una preghiera a Maria Vergine Immacolata perché liberi il Santo Padre dai ladroni che lo hanno spogliato".
- 23 dicembre – Italia: La Camera dei deputati approva il trasferimento della capitale d'Italia a Roma.
- 26 dicembre – Viene annunciato il completamento del traforo del Moncenisio, opera cominciata sotto Cavour nel 1857.
- 27 dicembre – Storico straripamento del Tevere: l'acqua raggiunge i 2 metri d'altezza. Il re Vittorio Emanuele II si reca in visita a Roma il 31.
- 31 dicembre: Dai dati del primo censimento del Regno, Napoli (678 000 ab.) risulta la città italiana più popolosa, seguita da Milano, Roma e Torino. Firenze, la capitale uscente, è solo sesta.
- John Rockefeller fonda la prima società petrolifera, la Standard Oil, che verso la fine del secolo arriva a controllare il 90% del mercato petrolifero statunitense.

## Nati
Ci sono circa 720 voci su persone nate nel 1870; vedi la pagina Nati nel 1870 per un elenco descrittivo o la categoria Nati nel 1870 per un indice alfabetico.

## Morti
Ci sono circa 320 voci su persone morte nel 1870; vedi la pagina Morti nel 1870 per un elenco descrittivo o la categoria Morti nel 1870 per un indice alfabetico.

## Calendario
| Calendario 1870 | Calendario 1870 | Calendario 1870 | Calendario 1870 | Calendario 1870 | Calendario 1870 | Calendario 1870 | Calendario 1870 | Calendario 1870 | Calendario 1870 | Calendario 1870 | Calendario 1870 | Calendario 1870 | Calendario 1870 | Calendario 1870 | Calendario 1870 | Calendario 1870 | Calendario 1870 | Calendario 1870 | Calendario 1870 | Calendario 1870 | Calendario 1870 | Calendario 1870 | Calendario 1870 | Calendario 1870 | Calendario 1870 | Calendario 1870 | Calendario 1870 | Calendario 1870 | Calendario 1870 | Calendario 1870 | Calendario 1870 | Calendario 1870 |
| --------------- | --------------- | --------------- | --------------- | --------------- | --------------- | --------------- | --------------- | --------------- | --------------- | --------------- | --------------- | --------------- | --------------- | --------------- | --------------- | --------------- | --------------- | --------------- | --------------- | --------------- | --------------- | --------------- | --------------- | --------------- | --------------- | --------------- | --------------- | --------------- | --------------- | --------------- | --------------- | --------------- |
|                 | 1               | 2               | 3               | 4               | 5               | 6               | 7               | 8               | 9               | 10              | 11              | 12              | 13              | 14              | 15              | 16              | 17              | 18              | 19              | 20              | 21              | 22              | 23              | 24              | 25              | 26              | 27              | 28              | 29              | 30              | 31              |                 |
| Gennaio         | Sa              | Do              | Lu              | Ma              | Me              | Gi              | Ve              | Sa              | Do              | Lu              | Ma              | Me              | Gi              | Ve              | Sa              | Do              | Lu              | Ma              | Me              | Gi              | Ve              | Sa              | Do              | Lu              | Ma              | Me              | Gi              | Ve              | Sa              | Do              | Lu              |                 |
| Febbraio        | Ma              | Me              | Gi              | Ve              | Sa              | Do              | Lu              | Ma              | Me              | Gi              | Ve              | Sa              | Do              | Lu              | Ma              | Me              | Gi              | Ve              | Sa              | Do              | Lu              | Ma              | Me              | Gi              | Ve              | Sa              | Do              | Lu              |                 |                 |                 |                 |
| Marzo           | Ma              | Me              | Gi              | Ve              | Sa              | Do              | Lu              | Ma              | Me              | Gi              | Ve              | Sa              | Do              | Lu              | Ma              | Me              | Gi              | Ve              | Sa              | Do              | Lu              | Ma              | Me              | Gi              | Ve              | Sa              | Do              | Lu              | Ma              | Me              | Gi              |                 |
| Aprile          | Ve              | Sa              | Do              | Lu              | Ma              | Me              | Gi              | Ve              | Sa              | Do              | Lu              | Ma              | Me              | Gi              | Ve              | Sa              | Do              | Lu              | Ma              | Me              | Gi              | Ve              | Sa              | Do              | Lu              | Ma              | Me              | Gi              | Ve              | Sa              |                 |                 |
| Maggio          | Do              | Lu              | Ma              | Me              | Gi              | Ve              | Sa              | Do              | Lu              | Ma              | Me              | Gi              | Ve              | Sa              | Do              | Lu              | Ma              | Me              | Gi              | Ve              | Sa              | Do              | Lu              | Ma              | Me              | Gi              | Ve              | Sa              | Do              | Lu              | Ma              |                 |
| Giugno          | Me              | Gi              | Ve              | Sa              | Do              | Lu              | Ma              | Me              | Gi              | Ve              | Sa              | Do              | Lu              | Ma              | Me              | Gi              | Ve              | Sa              | Do              | Lu              | Ma              | Me              | Gi              | Ve              | Sa              | Do              | Lu              | Ma              | Me              | Gi              |                 |                 |
| Luglio          | Ve              | Sa              | Do              | Lu              | Ma              | Me              | Gi              | Ve              | Sa              | Do              | Lu              | Ma              | Me              | Gi              | Ve              | Sa              | Do              | Lu              | Ma              | Me              | Gi              | Ve              | Sa              | Do              | Lu              | Ma              | Me              | Gi              | Ve              | Sa              | Do              |                 |
| Agosto          | Lu              | Ma              | Me              | Gi              | Ve              | Sa              | Do              | Lu              | Ma              | Me              | Gi              | Ve              | Sa              | Do              | Lu              | Ma              | Me              | Gi              | Ve              | Sa              | Do              | Lu              | Ma              | Me              | Gi              | Ve              | Sa              | Do              | Lu              | Ma              | Me              |                 |
| Settembre       | Gi              | Ve              | Sa              | Do              | Lu              | Ma              | Me              | Gi              | Ve              | Sa              | Do              | Lu              | Ma              | Me              | Gi              | Ve              | Sa              | Do              | Lu              | Ma              | Me              | Gi              | Ve              | Sa              | Do              | Lu              | Ma              | Me              | Gi              | Ve              |                 |                 |
| Ottobre         | Sa              | Do              | Lu              | Ma              | Me              | Gi              | Ve              | Sa              | Do              | Lu              | Ma              | Me              | Gi              | Ve              | Sa              | Do              | Lu              | Ma              | Me              | Gi              | Ve              | Sa              | Do              | Lu              | Ma              | Me              | Gi              | Ve              | Sa              | Do              | Lu              |                 |
| Novembre        | Ma              | Me              | Gi              | Ve              | Sa              | Do              | Lu              | Ma              | Me              | Gi              | Ve              | Sa              | Do              | Lu              | Ma              | Me              | Gi              | Ve              | Sa              | Do              | Lu              | Ma              | Me              | Gi              | Ve              | Sa              | Do              | Lu              | Ma              | Me              |                 |                 |
| Dicembre        | Gi              | Ve              | Sa              | Do              | Lu              | Ma              | Me              | Gi              | Ve              | Sa              | Do              | Lu              | Ma              | Me              | Gi              | Ve              | Sa              | Do              | Lu              | Ma              | Me              | Gi              | Ve              | Sa              | Do              | Lu              | Ma              | Me              | Gi              | Ve              | Sa              |                 |